# Revolutions-Marsch
Revolutions-Marsch, op. 54, är en marsch av Johann Strauss den yngre från 1848.

## Historia
När revolutionen nådde Wien den 13 mars 1848 var Johann Strauss den yngre fortfarande på sin orkesterturné i Bukarest. Ett andra våldsamt uppror i maj sammanföll med hans återkomst till Wien. Till skillnad från fadern Johann Strauss den äldre sympatiserade Strauss d.y. med studenterna och den revolutionära rörelsen. Han komponerade flera verk med passande titlar och en av dessa var Siegesmarsch der Revolution (Revolutionens segermarsch). Det är ingen "wienervals" utan går mer i ungersk stil. Snart fick marschen namnet Revolutions-Marsch och spelades flitigt under oroligheterna. Strauss kan ha spelat marschen för första gången under sin turné men säkert är att det första belagda uppförandet skedde på Casino Zögernitz i Döbling någon gång i slutet av maj eller början av juni 1848.
Strauss hyste sålunda sympatier med revolutionen och revolutionärerna, men han deltog aldrig aktivt i striderna på barrikaderna. Efter det att myndigheterna hade slagit ned upproret försökte han mildra och glömma sin tidiga inställning till revolutionen.

## Om marschen
Speltiden är ca 2 minuter och 36 sekunder plus minus några sekunder beroende på dirigentens musikaliska tolkning.

## Weblänkar
- Dynastin Strauss 1848 med kommentarer om Revolutions-Marsch.
- Revolutions-Marsch i Naxos-utgåvan.